# 埃爾博根
埃爾博根是奥地利蒂罗尔州因斯布鲁克兰县的一个市镇。总面积34.5平方公里，总人口1081人，人口密度31.3人/平方公里（2011年）。